# ビリーバーズ
『ビリーバーズ』は、1999年に『ビッグコミックスピリッツ』（小学館）で連載された山本直樹の青年漫画。ワイド版単行本全2巻。宗教団体が巻き起こす社会問題や、セックス集団に逸脱していく姿を描く。
2022年に実写映画化された。

## あらすじ
『ニコニコ人生センター』という宗教団体に所属している通信係で『オペレーター』と呼ばれる青年は、『議長』である中年男性と『副議長』の若い女性の3人で、無人島で暮らす『孤島のプログラム』なる共同生活を行っていた。初めは満ち足りて教祖の教えを復唱し、毎日の夢を正直に仲間に語る3人。淫らな夢も隠さずに話し、『浄化』と称して自ら胸まで土に埋まって、僅かな水だけで過ごすことも修行だった。
彼らには、地下に備蓄されている中身不明のダンボール箱を少しずつ岸辺の倉庫に運ぶ使命もあった。運ぶ箱の番号は本部が無線で指定し、真夜中に3人と接触しない本部のメンバーが船で来て別のダンボールと交換して行った。食料もこの時に運ばれて来るが不定期で不足しがちだった。
ある時、倉庫にあった正体不明の物質を食べて、数日間もだえ苦しむ『議長』。高熱にうなされた『議長』は、海岸に漂着した週刊誌を盗み読んだ事を告白した。そこには彼らの宗教団体が世間から非難され、危機的状況だと書かれていた。マスコミの情報操作だと記事を信じない『オペレーター』。
クルーズ船で漂着した不良たちを島に上げまいとして襲われる3人。岸辺の倉庫を無理にこじ開ける不良たちを制するために、『議長』は倉庫のダンボール箱から銃を取り出し不良たちを射殺した。夜中に死体を粛々と船で運び去る本部のメンバーたち。『副議長』は知らなかったが、『オペレーター』も過去にこの島で、『浄化』によって土に埋まったままの3人の信者を死なせた過去があるようだった。
不良たちに『副議長』がレイプされかけた事をきっかけに、男女としての意識が高まる『オペレーター』と『副議長』。それに気づいた『議長』は、『オペレーター』だけに胸まで埋まる『浄化』を課し、何日も水だけで過ごさせた。もっともらしい理屈を付けて、『副議長』に結婚を迫る『議長』。『副議長』は本部に無線で『議長』が暴走したことを告げ、議長を倉庫に閉じ込めた。夜中に運び出されて島から去る『議長』。
島に二人きりとなり、夫婦のように暮らす『副議長』と『オペレーター』。だが突然、島に大勢の信者たちが上陸して来た。教祖が『安住の地への出発』を決めたのだ。教祖の到着を待つ『副議長』を脇へ引っ張り出す『第三本部長』。彼は、夫からのDVに苦しんでいた『副議長』を教団に入信させ、愛人でもあった男だった。
島に上陸した信者は崩壊した教団の最後の残留者たちで、教祖は集団自殺を計画しているから二人で逃げようと『副議長』に迫る『第三本部長』。だが、彼は銃を持った保安部員に発見され一人で姿を消した。信者たちを前に安住の地について語り、液体を配る教祖。それは、『議長』が死にかけた物質を更に濃くした色をしていた。「飲むな！」と叫ぶ『オペレーター』。教祖は『第三本部長』に射殺され、そこへ突入する機動隊。混乱の中、『副議長』は血まみれで倒れた。
拘置所に収監される『オペレーター』。生き延びた『議長』が少数の教団信者と海外の大使館を占拠し、『オペレーター』たちの釈放と教団への復帰を求めて来た。しかし、断り独房に戻る『オペレーター』。彼はすでに『オペレーター』ではなく、『副議長』を失った今、自由よりも不自由を求めていた。

## 登場人物
『オペレーター』
主人公、丑山（うしやま）。『議長』がやってくる前は議長をしていた。『孤島のプログラム』における『第一本部』との通信担当。
『議長』
『孤島のプログラム』の責任者。要注意人物として『副議長』に解任される。
作中に同一人物であるとの明言はないが、同作者の「安住の地」に容貌の似た男性が（ただし相当に歳をとっている）登場する。
『副議長』
菱子（ひしこ）。暴力夫のもとから逃げ落ち、『孤島のプログラム』に参加する唯一の女性。
『第三本部長』
菱子の相談者。『副議長』と駆け落ちをすすめるため新しい『議長』になりすまして後から『孤島のプログラム』に参加。
『侵入者』たち
船で孤島に迷い込んだ男たち。立ち退きを求める『議長』『オペレーター』たちに『処理』される。
『先生』
ゲーム「にゅうめん(NEW MEN)」作者。ゲームユーザーによって作られた宗教団体『ニコニコ人生センター』の主宰者。追い詰められた集団ごと孤島に誘導し、集団自決を試みるところを『第三本部長』によって殺害、阻止される。
長官
行政側の宗教集団対策責任者。

## 二重鉤括弧の表現について
作中における二重鉤括弧『……』で囲まれた表現は、団体内部でしか通用しない隠語が適当な言葉に置き換えられていることを示している。

## 映画
2022年7月8日に順次公開。監督・脚本は城定秀夫、主演は本作が長編映画初主演となる磯村勇斗。R15+指定。ヒロイン役の北村優衣がヌードとなって体当たりのシーンを演じている。

### キャスト
- オペレーター：磯村勇斗
- 副議長：北村優衣[4]
- 議長：宇野祥平[4]
- 第三本部長：毎熊克哉[5]
- 先生：山本直樹[5]
- クルーザーの若者：山口大地
- クルーザーの若者：近藤頌利
- クルーザーの若者：石橋侑大
- クルーザーの若者：宮川翼
- 長官：守屋文雄
- オペレーターの母親：佐倉萌
- 銭湯で暴れる男：麻木貴仁
- 先生の付き人：山本宗介

### スタッフ
- 監督・脚本：城定秀夫
- 原作：山本直樹『ビリーバーズ』（小学館『ビッグスピリッツコミックス』刊）
- 音楽：曽我部恵一
- 主題歌：曽我部恵一「ぼくらの歌」（ROSE RECORDS）[5]
- 製作：藤本款、久保和明、直井卓俊
- プロデューサー：原口陽平、秋山智則、久保和明
- 撮影：工藤哲也（J.S.C.）
- 照明：守利賢一
- 録音：松島匡
- 衣裳：十河誠
- ヘアメイク：重松隆
- 装飾：藤田明伸
- 助監督：山口雄也
- 制作担当：矢口篤史
- 編集：城定秀夫
- 整音：山本タカアキ
- 効果：小山秀雄
- ラインプロデューサー：浅木大
- キャスティング：伊藤尚哉
- 宣伝美術：寺澤圭太郎
- 宣伝協力：プリマステラ
- 配給：クロックワークス、SPOTTED PRODUCTIONS
- 制作プロダクション：レオーネ
- 製作：『ビリーバーズ』製作委員会

### 受賞
- 第14回TAMA映画賞[6]
  - 最優秀新進男優賞（磯村勇斗）